# Regiane Alves
Regiane Alves (nome completo Regiane Kelly Lima Alves) (Santo André, 31 agosto 1978) è un'attrice televisiva e attrice cinematografica brasiliana di teatro, cinema e televisione.
Ha posato per la versione brasiliana di Playboy nel 2003.

## Filmografia

### Televisione
- Fascinação (1998)
- Meu pé de laranja lima (1998)
- Laços de Família (2000)
- A Muralha (2000)
- Brava Gente (episodi: "O Crime Imperfeito" e "Arioswaldo e o Casamento de Sua Mãe") (2001)
- Sítio do Picapau Amarelo (2001)
- Desejos de Mulher (2002)
- Mulheres Apaixonadas (2003)
- Cabocla (2004)
- Pagine di vita (Páginas da Vida) (2006)
- Minha Nada Mole Vida (2006)
- Beleza Pura (2008)
- A Turma do Didi (2009)
- Tempos Modernos (2010)
- A vida da gente (2011)
- Guerra dos sexos (2012)
- Sangue Bom (2013)
- A Lei do Amor (2016)
- Dança dos Famosos 16 (2019)

### Cinema
- Onde Anda Você (2004)
- Corpo (2005)
- O Dono do Mar (2006)
- Zuzu Angel (2006)

#### Concorrente
- Dança dos Famosos 14 - Globo (2017)